# アスコーマーチ!〜県立明日香工業高校行進曲〜
『アスコーマーチ!〜県立明日香工業高校行進曲〜』（アスコーマーチ けんりつあすかこうぎょうこうこうこうしんきょく）は、集英社の漫画雑誌『YOU』で連載していたアキヤマ香の漫画、またそれを原作とした日本の連続テレビドラマ。
第1シリーズは2010年9号から14号、第2シリーズ（ロボット相撲編）は2010年20号から2011年1号、第3シリーズは2011年7号から17号でそれぞれ連載された。この他、テレビドラマ化決定を受け、桃を主人公にした番外編が『ザ マーガレット』2011年4月号、川口を主人公にした番外編が『別冊マーガレットsister』2011年4月増刊号にそれぞれ出張読み切りで掲載された。

## あらすじ
志望していた女子高に落ちた吉野直は、補欠合格した県立明日香工業高校（通称・アスコー）に進学することに。新入生148人中、女子はわずか3人、しかもクラスに女子は直だけだった。理想とかけ離れた環境に戸惑い、直は周りを見下し反発していたが、やがて仲間たちとの友情や恋を通して自分の居場所を見つけ、前向きに生きていく。

## 登場人物
吉野直
本作の主人公。1年A組生徒。中学時代に担任から楽勝で合格できると言われ、お嬢様学校・一女を受験するが、受験日当日に熱を出したのが災いして不合格となった上、すべり止めの受験もしていなかったため、補欠入試で仕方なくアスコーに進学。入学当初は希望と違う進路となったことや、男子生徒の好奇の目にさらされることに馴染めずにいたが、1年A組の生徒たちがそれぞれの目的や考え方を持って、アスコーに進学したことを知り、しだいに打ち解けていき、この場所で踏ん張ることを決める。まっすぐな性格で、ひとたび怒り出すと男子からは恐れられるので、「男の中の男」だと言われるほど。小さい頃は体が弱かったが、小学生時代から祖母の桜が開いているスポーツチャンバラの道場に通っている。雪乃丞に付けられたニックネームは「ヨッシー」。岡本の誘いを受け、ロボット部に入部。2年以降は電子科を専攻。
横山有人
1年A組生徒。元子役。小学校4年の1学期だけ、直と同じクラスだったが、両親の離婚により母親と東京に引っ越す。だが、金と男に自分を利用しようとした母親に嫌気が差して逃げ出し、理解者である親戚の京子の家に居候している。親戚宅に生活費を入れるためにドーナツショップでアルバイトしている。子役時代、オーディションの待ち時間にやっていると落ち着くことができたクセで、いつも折り紙を折っている。雪乃丞から「アシュラくん」のニックネームを付けられたが、本人の希望により「アルト」と呼ばれている。直に誘われ、ロボット部に入部した。2年以降は電子科を専攻。
玉木誠
1年A組生徒。実家はネジを作っている会社の下請け工場で、工場を継ぐためにアスコーに進学した。4人の弟がいて、弟たちを先導するためにいつもホイッスルを持っている。雪乃丞から「タマキン」のニックネームを付けられるが、本人は嫌がっている。和也とは同じ中学。2年以降は機械科を専攻。
雪乃丞・オロゾン
1年A組生徒。ハーフ。父親の仕事の都合でインドと中国で過ごしたことがあり、父親から面白そうな学校を選べと言われ、アスコーに進学。明るい性格で、みんなと仲良くなるためにクラスメートのニックネームを考えている。自分のニックネームは「ユッキー」。ロボット部に入部している。仏像が好きで、将来は宮大工を目指しており、2年以降は建築科を専攻。
竹内和也
1年A組生徒。医者の息子で金持ちで成績優秀。中学2年の時に父親と同じ外科医を目指していた兄が怪我をして断念せざるを得なくなったのを境に、喋らず笑わなくなった。将来は車関係の仕事に就きたいと思っていて、アスコーから一流大学に進学して、父親を見返すために勉強に励んでいる。兄はカナダに留学中。モーター部に入部。2年以降は自動車科を専攻。
広瀬里美
1年A組生徒。祖父の影響でからくり人形やオルゴールが好きで、オルゴール職人を目指している。父親はおらず、母親・姉・妹の4人家族。いちごメロンパンが好き。太い眉毛がつながっているため「こち亀の両さん」と呼ばれていたが、雪乃丞から「サトちゃん」のニックネームが付けられた。2年以降は電子科を専攻。同じ中学だった百合に文化祭で告白し、交際を始める。
輪島
1年A組生徒。リーゼント頭。雪乃丞から「わじ」のニックネームが付けられた。
別所
1年A組生徒。バレー部員だが、雪乃丞から「ベッカム」のニックネームが付けられた。
高橋
1年A組生徒。ゲームの名人で、いつもニンテンドーDSでゲームをやっている。雪乃丞から「高橋名人」のニックネームが付けられた。絵も上手くて、体育祭の「1年生対抗 創作みこし走」で作るみこしをデザインした。
田中
1年A組生徒。普段の存在感は薄いが、みこし作りをさぼって帰った輪島に連絡し、姉にそのことをバラすと脅しただけで、30秒で学校に戻ってこさせたほどの威圧感があるため、雪乃丞らから「裏キング」と恐れられている。
相沢桃
1年B組生徒。男子たちのマドンナ的存在。2学期からラグビー部のマネージャーをしている。真衣子とは同じ中学。
高田真衣子
1年C組生徒。アスコー入学当初の直同様、環境に馴染めずにいた。中学時代にいじめられていたところを、桃に助けられて以来、親しくなるが、桃の性格を羨ましく思い嫉妬していた。桃から自立し、友達でいるため、2学期の終わりに退学。
岡本
電子科2年生徒。ロボット部員。見た目から「オタ本」と呼ばれている。川口の直への気持ちを応援しており、川口に直と二人きりにさせて告白させるべく、こっそり直を接近させたり、有人のバイト先に出向いて、有人に卒業式を欠席するよう頭を下げる。
川口勇司
3年生徒。ロボット部部長。当初はロボット部に入部した直を辞めさせようとしたが、不器用ながらも楽しみながら頑張っている姿を見て、いつの間にか好きになっていた。卒業式の日に直に告白するが振られる。卒業後はS工大に進学。
藤山春臣
ロボット部と男子スイーツ同好会の顧問。すべてのロボットのプログラミングを担当。
不破
弥生工業高校ロボット部員。ロボット相撲の強豪校である、千葉県の二輪工業高校から転校してきた2年生の双子で、兄は冷静だが、メガネをかけている弟は熱くなる性格。
桜
直の祖母。家の近所でスポーツチャンバラの道場を開いている。
あやべっち
一女の生徒。直とは中学時代からの親友。
大泉百合
一女の生徒。里美と同じ中学。アスコーの文化祭で里美に告白され、交際を始める。

## 単行本

### コミックス
2011年10月現在、4巻がマーガレットコミックスより販売されている。
1. 2010年9月24日発売 ISBN 978-4-08-846575-3
2. 2011年3月25日発売 ISBN 978-4-08-846638-5
3. 2011年5月25日発売 ISBN 978-4-08-846658-3
4. 2011年9月23日発売 ISBN 978-4-08-846703-0

### ノベライズ
- アスコーマーチ!（著：広瀬晶 原作：アキヤマ香、コバルト文庫、2011年4月28日発売、ISBN 978-4-08-601527-1）

## テレビドラマ
『アスコーマーチ〜明日香工業高校物語〜（アスコーマーチ あすかこうぎょうこうこうものがたり）』のタイトルで、2011年4月24日から7月3日までテレビ朝日系列の『日曜ナイトプレミア』枠で放送された。武井咲は、本作がテレビ朝日の連続ドラマ初出演であると同時に連続ドラマ初主演となった。
キャッチコピーは、「男だらけの工業高校―クラスに女子は、ワタシだけ!?」「ここは自分の居場所じゃない。そう感じているすべての人へ。」

### キャスト

#### 明日香工業高校

##### 1年A組
吉野 直 - 武井咲
本作の主人公。マークシートの記入ミスにより、憧れていたお嬢様学校・一女の受験に失敗。中学浪人を嫌がった孫娘のために冨士男が勧めた、明日香工業高校（通称：アスコー）の補欠入試を受け、渋々入学した。出席番号は24番。当初は自分は本来ここにいるべき人間ではないと思い、クラスメートたちを見下すような態度を取女子1人という環境に耐えられず、普通科のある横浜永鈴高校への転入を考えていたが、様々な問題にぶつかる中で徐々にアスコーの学校生活に馴染んでいく。横浜永鈴高校の転入試験に合格し、1学期いっぱいでの転入が決まっていたが、結局転入を取りやめる。好きな料理は冨士男の作るタコのムニエル。好きなコンビニのお菓子は黒かりんとう。2年生は機械科を専攻。有人・玉木・竹内・村井の四人の男性に好かれたが、ハッキリと直のことが好きだと告白したのは、玉木だけである。本人は有人が好きで、有人も最終話で直のことが好きだと告白したが、直には聞こえなかった。そして、もっと成長したら、直の所に戻ってくると語っていた。母は、直が有人と玉木の二人から好かれていることに気付いていた。
横山 有人 - 松坂桃李（幼少期：大島璃生）
元子役で、代表作は主演を務めた『パパは小学五年生!?』。夜は年齢を偽り「CLUB IKAROS」でホストとして働いている（源氏名は翔）。そのため女性の扱いには慣れており、直にも思わせぶりな態度を取り、困惑させている。何かと直を支えたりと明るく優しい性格に見えるが、どこか影がある雰囲気を持っており、他人に内面を見せようとはしない。右の背中には祥子を敏郎の暴力から庇った時の傷跡がある。敏郎が「CLUB IKAROS」を訪れ、乱闘騒ぎになった際、未成年だとバレてしまい、クビになる。直が敏郎に監禁されても屈せず、祥子たちの前に二度と姿を見せないよう訴え、救ってくれたお礼に、いつも身につけていた羽根のシルバーネックレスを直に贈った。祥子を治療に専念させるために俳優業を再開し、転院予定先の病院がある東京に引っ越す。日本のアーティストの音楽はほとんど聴かず、ジミー・クリフをよく聴いている。桃にキスをせがまれても拒否したり、京子にラブホテルに誘われても拒否していた。しかし、好きな直には、何度もキスをしようとしていた。
玉木 誠 - 賀来賢人
父親が営んでいるネジ工場を継ぐため、アスコーに入学。3人の弟妹がおり、家計を支えるためカラオケルーム「SHOW ME」でアルバイトをしている。嫌々アスコーに通うことになった直のことが気に入らず、当初は反発していたが、しだいに好きになっていく。根は優しい熱血漢。再開する実家の工場を手伝うために、アスコーの定時制に転校。和也とは同じ中学。
竹内 和也 - 永山絢斗
医者の息子。かなりの秀才で、クラスメートやアスコーのことを見下している。直のこともクラスが乱れる原因と思っており、気に食わない様子。中学時代は金持ちで秀才だということを鼻にかけることなく、クラスメートにも気さくに接していたが、兄・秀樹が大学受験に失敗した中学3年の春頃を境に、勉強を優先させて周りを見下すようになってしまった。トップクラスの高校に入ることもできたはずだったが、本当は大好きな兄が果たせなかった大学進学を目指しており、さらに秀樹同様に好きな自動車関係の仕事に就くための技術を身に付けるために、自らの意志でアスコーに進学していた。その優れた頭脳でエコカーやアスコーマーチのオブジェの設計を担当し、アスコーモーターショーでは1年A組をエコカー部門の優勝に導いた。自動車設計を専門的に教えているアメリカの高校に秀樹とともに留学。誠とは同じ中学。最終話で、直のことが好きだったことを告白しようとしたが、それができないまま、アメリカへ旅立って行った。
輪島 豪 - 南圭介
金髪でチャラいヤンキー。いつも岸や村井とツルんでいる。中学時代はサッカー部であり、チームの柱として活躍していたが、怪我でスポーツ推薦を取り消され挫折。その影響でヤンキーになり、アスコーに入学。2年生は土木科を専攻。
広瀬 里美 - 石田卓也
口数が少なく、一匹狼タイプの硬派系ヤンキー。喧嘩っ早く眼力が鋭いため、中学時代はその存在を恐れられていたほど。しかし、実は女の子には奥手。小学校の時に亡くなった祖父がオルゴールを集めていた影響で、オルゴール職人になるのを目指している。2年生は機械科を専攻。
岸 哲郎 - 古川雄輝
茶髪でビジュアル重視のオシャレ系ヤンキー。いつも輪島や村井とツルんでいる。飽きっぽい性格で、我慢弱い。中学時代にサッカーで負傷し、挫折した輪島をヤンキーに引っぱった。2年生は土木科を専攻。
村井 一 - 金井勇太
お調子者で、見栄っ張りなヤンキー。いつも岸や輪島とツルんでおり、喧嘩っ早く、他人に売られた喧嘩にも首を突っ込みたがるが、実は喧嘩も気も弱い。直に片想いしている。趣味はチェス。2年生は土木科を専攻。
平川 光司 - 新井裕介
眼鏡を掛けたオタク系。フィギュアやマシン専門のオタクであり、アイドルやアニメのオタクと一緒にされるとキレる。図書室で渡辺とオンラインゲームをするのが趣味。ロボット研究部員で、アンドロイドを作るために直の採寸をさせてもらうことを条件に、オンラインゲームのフィールド内にいる秀樹のキャラ探しに協力。
渡辺 信一郎 - 西洋亮
肥満体型に眼鏡といかにもオタクな容姿をした生徒。平川と同じくフィギュアやマシン専門のオタクで、図書室で平川と一緒にオンラインゲームをするのが趣味。ロボット研究部員で、アンドロイドを作るために直の採寸をさせてもらうことを条件に、オンラインゲームのフィールド内にいる秀樹のキャラ探しに協力。
その他1年A組生徒
| - 青木敦郎 - 井上辰哉 - 内川智暁（- 第2話） - 大野雄大 - 岡安一也 - 片山徳人 | - 小谷昌太郎（- 第8話） - 小林大祐 - 坂口和也 - 佐久間貴生 - 高橋洋 - 南羽翔平 | - 花澤直人 - 福井啓太 - 森善洋 - 吉田貴幸 - 若松克弥（- 第2話） - 和田颯 |

##### 1年D組
相沢 桃 - 剛力彩芽
もう一人の1年生の女子で、男子からの人気が高い。想いを寄せている有人が自分にその気がないことを知り、女子更衣室で有人に襲われたと騒ぎを起こす。しかし、ある矛盾から襲われたのが嘘だと直に気づかれ、直が横浜永鈴高校に転入しようとしていることを1年A組の男子にバラす。その後も直を目の敵にしている。中学時代、いじめにあっていた親友を助け、いじめのターゲットとなり、助けた親友にも裏切られたことがトラウマになっていて、女子を信用していなかった。しかし、何事にも真っ直ぐな直の姿を見て、変わろうと思うようになる。
1年D組生徒
山根和馬（第3話）、福山一樹（第3話）、馬場・場番（第3話）、根本太樹（第3話）、谷本峰（第3話）

##### その他の生徒
高田 真衣子 - 秋月三佳（第1話）
1年B組生徒。アスコーに入学してすぐに退学する。
機械科実習中の男子生徒 - 内舛聖矢（第1話）、田中和也（第6話）
ヤンキーの生徒 - TOMO (DA PUMP)（第4話）、鐘ヶ江佳太（第4話）
和也にケンカを売られるが、その後退学させられる。
男子生徒 - KENTA（第8話）、岡本勝（第8話）、酒井貴浩（第8話）
1年生の男子生徒 - 菅野篤海（最終話）
機械科実習室の見学中、他の男子生徒に足を踏まれたと因縁をつけ、ケンカを始める。
1年生の女子生徒 - 谷内里早（最終話）

##### 教職員
岡野 - 神保悟志
機械科担当教師。元ヤンキー。
杉崎 加奈子 - 白石美帆
養護教師。離婚歴があり、子供は別れた夫の元にいる。
機械科教師 - 米倉友貴
土木科教師 - 新堀創世（第3話）
体育教師 - 松原正隆（第4・8話）
日本史教師 - 友部康志（第5話）
大向 徹 -  勝村政信
1年A組担任。電気科担当教師。血液型B型。新婚ホヤホヤでトラブルに巻き込まれず早く帰宅したがっているが、誠の家族を助けるために金を貸したことが原因で、妻が一時実家に帰ってしまったり、夏休み中に行く予定だったラスベガスへの新婚旅行に行けず、旅行先を西伊豆に変更する憂き目を見るハメになる。しかし一方では、1年D組の生徒に暴行を受けた里美が退学させられそうになった時に、里美が守っていたオルゴールの音を聞き、手を上げていないという直の言葉を信じて庇ったり、直たちが対立した野口と和解するきっかけを作るなど、生徒思いの一面もある。かつては汐入歯車製作所で働いていたことがある。

#### 生徒の家族
吉野 冨士男 - 笹野高史
直の祖父。元フレンチシェフで料理が得意。工業高校出身で、ものを作るのが好き。すぐに投げ出す直に、没頭できる何かを見つけてほしいという思いからアスコーを勧めた。美人の前では、かつらを着用する。
吉野 歩 - 賀来千香子（特別出演、第8話）
直の母親。夫と一緒にシンガポールで会社を経営しているが、大事な決定権は歩で、夫の意見は聞かない。会社が倒産の危機に立たされていた時にアスコーを辞めたいという直の手紙を読み、シンガポールの高校に留学させようと結婚指輪などを売って留学資金を作ったり、仕事を休まず働きづめだったが、日本滞在中に過労で倒れる。1年A組の生徒たちから直がアスコーにとって必要な存在となっていることを聞かされ、直がアスコーに残ることを認め、シンガポールに帰る。
横山 祥子 - 菊川怜（特別出演）
有人の母親。敏郎からのDVにより精神を病んでいる。有人とともに敏郎の元から逃げ、アパートで暮らしている。再び現れた敏郎の手から逃れるため、偶然居合わせた直の家で一時有人と世話になる。
横山 敏郎 - 原田龍二 （第4 - 6話）
有人の父親。仕事もせず、祥子から金をせびり、DVを振るっていた。アスコーの校門前で芸能プロダクションの社長を騙って、有人の連絡先を直から聞き出し、祥子たちの前に現れる。祥子とともに逃げた直に再び居場所を聞こうと倉庫に拉致するが、アスコーから転入という形で逃げようとしていた直の言葉を聞き、断念する。
玉木 誠一 - 長谷川初範（第1・最終話）
誠の父親。玉木ネジ工場を経営。一度は倒産したが、安く機械を仕入れ、工場を再開させる。
玉木 誠次 - 加藤翼（第1・5話）
誠の上の弟。
玉木 誠太 - 馬渕誉（第1・5話）
誠の下の弟。
玉木 誠子 - 山口朋華（第1・5話）
誠の妹。
竹内 正和 - 野村宏伸（第4話）
和也・秀樹の父親で医師。アスコーに進学したせいで秀樹が人生を棒に振ったと思っており、兄と同じアスコーに通っている和也も他の高校に編入させようとする。
竹内 秀樹 - 清水優（第4話）
和也の兄。アスコーの卒業生で、在学中は成績が良く、2年の時には所属するモーター部を全国大会に導いた。将来は車のデザイン設計の仕事に就きたかったが、希望していた自動車会社からの求人がなく、大学受験に切り替えるもヤンキーたちのいるクラスの環境で思うように勉強できずに失敗。それ以降、引きこもりになり、オンラインゲームばかりしている。平川・渡辺の協力で見つけた秀樹のキャラとオンラインゲームのフィールド内で会話した直に、自分のせいで和也の高校生活が犠牲になっていることを詫び、勉強は邪魔されていたけど、友達と過ごし、楽しかった思い出の方が多かったことと、弟には好きなことをやってもらいたいことを伝えた。その後進路を模索し、和也とアメリカの高校に留学。

#### 横浜永鈴高校
香織 - 有末麻祐子（第6話）
永鈴高校生徒でダンス部員。転入前の直に入部を勧める。
女子生徒 - 岩﨑名美（第4話）
男子生徒にお菓子を食べさせている。
教師 - 半海一晃（第5話）
転入試験の筆記試験監督官、面接官。帰り際の直に忘れ物を届けた時、「いい学校なんですね、明日香工業高校」と言った。
事務職員 - 羽根田陽一（第6話）

#### CLUB IKAROS
龍聖 - 伊阪達也
No.1ホスト。
長沼 京子 - 松山メアリ
新人キャバクラ嬢。源氏名はルカ。「CLUB IKAROS」の常連客。子役時代から有人のことが好きで、有人（翔）がまだ高校生で、直が有人のことが好きだと気づいており、有人が苦しんでいるのは直のせいだと思い込み、直に敵意を抱いている。また有人に自分への気持ちがないことを知りながらも、翔子の治療費などを有人に貸していることを盾に、別れさせないようにしている。車にはねられそうになった自分を庇って有人が怪我をして、オーディションが受けられなくなった際、もう一度有人の演技を見てみたいという気持ちもあり、直からの頼みを受け、テレビ朝日に子役時代のビデオを持ち込んで、有人の演技を見てほしいと立花に頭を下げた。
「CLUB IKAROS」の客 - 真下有紀（第1話）
マドカ - 美緒（第2話）
先輩キャバクラ嬢。「CLUB IKAROS」の常連客。
裕子 - 阿南敦子（第5話）
「CLUB IKAROS」の客で、翔（有人）に結婚を迫っていた。

#### その他
- オープニングナレーション - 大西洋平（テレビ朝日アナウンサー、第3 - 8話）

#### ゲスト
- 上田 夏美 - 優希（第1話）
  - 直の中学時代の友人で、一女に進学。
- 柚季 - 小島藤子（第1話）
  - 夏美の一女の友人。アスコーに通う直を見下している。
- 公平 - 林剛史（第1話）
- 毅 - 水谷百輔（第1話）
  - 柚季の友人の大学生。
- 借金取りの男 - 佐伯新、水野直（第1話）
- 他校の男子生徒 - 照井健仁、川畑一志（第1話）
- 露天商 - 西慶子（第5話）
  - 有人の口説き文句でメロメロになり、2個で2000円の商品を120円で売ってしまう。
- 「横須賀Watcher」の記者 - 内山奈々（第5話）
- 『パパは小学五年生!?』の共演者 - 森くれあ、山崎智史、三宅朱皓（第5話）
- 野口 和仁 - 西岡徳馬（第7話）
  - 汐入歯車製作所の作業員。カナダで開催された世界技術競技大会で日本人初の金賞を受賞した技術者だが、工場では評価されずに邪魔者扱いされた上、家族も出て行ってしまったため、インターンシップに来たアスコー生の指導担当となっても、作業とは関係ない雑用しかさせなかった。納期が迫っていた歯車の歯切りの仕上げを勝手に行ったアスコー生と対立するが、歯車を修理するアスコー生のひた向きな物づくりの情熱に触れ、自ら指導を始める。
- 沼尻 - 佐戸井けん太（第7話）
  - 汐入歯車製作所の工場長。下請けとしてコストを落とすことを優先させ、野口やインターンシップに来たアスコー生たちを最初は認めなかったが、歯車を修理する野口とアスコー生の物づくりの情熱に心を動かされ、また歯車の完成度が高く、商品として使用することを決めた。
- 汐入歯車製作所の作業員 - 児玉貴志（第7話）、八代真吾（第7話）
- まどか - 長井梨紗（第7話）
  - 野口の娘。直からの連絡を受け、父親の働く姿を目にする。
- ジョギング中の女性 - 奥田由美（第8話）
- 第二種電気配線士試験会場の受付 - 佐藤裕（第8話）
- 立花 篤 - 永井大（最終話）
  - 有人がオーディションを受けたドラマ『俺の空 刑事編』のプロデューサー[注 5]。
- 梶原 - 森本レオ（友情出演、最終話）
  - 町内会員で冨士男の将棋仲間。アスコーの卒業生で、3年生の卒業制作行事「アスコーマーチ」のことを話す。
- 内山 - 平賀雅臣（最終話）
  - 誠一が昔世話した知り合いで、工場の状況を見兼ね、必要な機械を安く譲ったが、使い物にならないものばかりだった。
- 作業員 - 辰巳蒼生（最終話）、伊藤力（最終話）
  - 内山から安く譲り受けた機械を誠一の工場に運ぶ。
- テレビ朝日の警備員 - 近藤起矢（最終話）
- 『俺の空 刑事編』オーディション関係者 - 森迅史（最終話）

### スタッフ
- 原作 - アキヤマ香『アスコーマーチ〜県立明日香工業高校行進曲〜』（集英社『YOU』連載中）
- 脚本 - 森ハヤシ
- 音楽 - 林ゆうき
- 演出 - 田村直己（テレビ朝日）、塚本連平、日比野朗
- プロデューサー - 横地郁英（テレビ朝日）、浅井千瑞（MMJ）
- 制作 - テレビ朝日、MMJ

### テーマ曲
- 主題歌：FUNKY MONKEY BABYS「それでも信じてる」（ドリーミュージック）
  - FUNKY MONKEY BABYSにとっては、初の連続ドラマ主題歌となる[4]。
- 劇中歌：FUNKY MONKEY BABYS「涙」〔第1・2・5・最終話〕、「ちっぽけな勇気」〔第1 - 3、5 - 最終話〕、「もう君がいない」〔第2・5・7話〕、「告白」〔第3・4話〕、「夢」〔第4・6・7話〕、「Lovin' Life」〔第5話〕、「ラブレター」〔第6・最終話〕、「ナツミ」〔第7話〕、「メロディーライン」〔第8話〕、「希望の唄」〔最終話〕（ドリーミュージック）

### タイトル
| 1限目                                                      | 2011年4月24日 | 奇跡   | 7.5% |
| 2限目                                                      | 2011年5月1日  | 嘘     | 4.9% |
| 3限目                                                      | 2011年5月15日 | 事件   | 5.4% |
| 4限目                                                      | 2011年5月29日 | 感動   | 6.7% |
| 5限目                                                      | 2011年6月5日  | 涙     | 6.8% |
| 6限目                                                      | 2011年6月12日 | 送別会 | 5.9% |
| 7限目                                                      | 2011年6月19日 | 世界   | 5.5% |
| 8限目                                                      | 2011年6月26日 | 秘密   | 5.9% |
| 9限目 （最終話）                                           | 2011年7月3日  | 結末   | 5.0% |
| 平均視聴率 5.96%（視聴率は関東地区・ビデオリサーチ社調べ） |               |        |      |

### その他
- 第1話にゲスト出演予定だった森永健司が帰宅途中の女性からバッグを引ったくったとして2011年4月22日に逮捕されたため、既に撮影済みだった出演シーンを急遽撮り直して対応した[5]。
- 武井と松坂は2010年7月期放送の『GOLD』（フジテレビ系列）以来の共演であった。また、剛力とは前クールの『大切なことはすべて君が教えてくれた』（フジテレビ系列）に続く共演となった。

### 遅れネット局
- BSS山陰放送（TBS系列）
- MRT宮崎放送（TBS系列）

### 日本国外での放送
- 韓国

### 関連商品

#### サウンドトラック
- アスコーマーチ〜明日香工業高校物語〜 オリジナルサウンドトラック（2011年6月29日発売、日本コロムビア）

| 収録曲（タイトル）／作曲など | 収録曲（タイトル）／作曲など | 収録曲（タイトル）／作曲など                                                                    |
| ---------------------------- | ---------------------------- | ----------------------------------------------------------------------------------------------- |
| M-01                         | アスコーマーチ               | 作曲・編曲：林ゆうき                                                                            |
| M-02                         | material balance             | 作曲・編曲：林ゆうき                                                                            |
| M-03                         | technical high school        | 作曲・編曲：林ゆうき                                                                            |
| M-04                         | jet soldering                | 作曲・編曲：林ゆうき                                                                            |
| M-05                         | アスコーマーチ - PfVer       | 作曲・編曲：林ゆうき                                                                            |
| M-06                         | absolute maximum rating      | 作曲・編曲：林ゆうき                                                                            |
| M-07                         | backhand welding             | 作曲・編曲：林ゆうき                                                                            |
| M-08                         | half-round file              | 作曲・編曲：林ゆうき                                                                            |
| M-09                         | eccentric nut                | 作曲・編曲：林ゆうき                                                                            |
| M-10                         | cam milling machine          | 作曲・編曲：林ゆうき                                                                            |
| M-11                         | アスコーマーチ - GtVer       | 作曲・編曲：林ゆうき                                                                            |
| M-12                         | datum size                   | 作曲・編曲：林ゆうき                                                                            |
| M-13                         | backlash                     | 作曲・編曲：林ゆうき                                                                            |
| M-14                         | abrasive wheel               | 作曲・編曲：林ゆうき                                                                            |
| M-15                         | idle gear                    | 作曲・編曲：林ゆうき                                                                            |
| M-16                         | master screw                 | 作曲・編曲：林ゆうき                                                                            |
| M-17                         | laminated core               | 作曲・編曲：林ゆうき                                                                            |
| M-18                         | アスコーマーチ - GameVer     | 作曲・編曲：林ゆうき                                                                            |
| M-19                         | knock-out bar                | 作曲・編曲：林ゆうき                                                                            |
| M-20                         | face grinding device         | 作曲・編曲：林ゆうき                                                                            |
| M-21                         | fault                        | 作曲・編曲：林ゆうき                                                                            |
| M-22                         | アスコーマーチ - EmoVer      | 作曲・編曲：林ゆうき                                                                            |
| M-23                         | それでも信じてる - OrgVer    | 作詞：FUNKY MONKEY BABYS・川村結花 作曲：FUNKY MONKEY BABYS・川村結花・YANAGIMAN 編曲：林ゆうき |
| M-24                         | それでも信じてる - PfVer     | 作詞：FUNKY MONKEY BABYS・川村結花 作曲：FUNKY MONKEY BABYS・川村結花・YANAGIMAN 編曲：林ゆうき |

#### DVD
- アスコーマーチ〜明日香工業高校物語〜 DVD-BOX（2011年10月28日発売、アミューズソフト）